# 宕渠縣
宕渠县，中国旧县名，位于今四川省渠县一带。

## 历史沿革
先秦时，宕渠县地域为賨。
宕渠县建置时间，历代史料多作西汉初年，但近年出土的里耶秦简与张家山汉简《二年律令·秩律》表明有较大可能在战国末年或秦朝时已置宕渠县:68。一说县名由来于“石过水为宕，水所蓄为渠”，县内有宕渠山（今大青山）、宕渠河（今流江河）。隶巴郡:449，辖境包括今达州、巴中等地，县治在今渠县县城东北约七十余里的宕渠故城（今渠县土溪镇）。两汉之交时属公孙述政权:1044。
东汉时仍属巴郡。建武十八年（42年），蜀郡守将史歆谋反，向各郡县发檄文，宕渠人杨伟等起兵响应，史歆被吳漢率军诛杀后杨伟等人惶恐军散。和帝年间，分宕渠县东部、北部分别置宣汉（在今达州市通川区）、汉昌（在今巴中市巴州区）二县。初平六年（195年），巴郡一分为三，宕渠县隶属于新的巴郡；建安六年（201年），巴郡改为巴西郡；建安二十三年（218年），刘备析置宕渠郡，领宕渠、宣漢、漢昌三县，不久后废弃，宕渠县仍属巴西郡:911-920。
蜀汉延熙年间复置宕渠郡，宕渠县属之，九年后宕渠郡再次撤销，宕渠县复属巴西郡:456-457。西晋初年宕渠县仍属巴西郡。永兴元年（304年），成汉再次分巴西郡置宕渠郡，辖宕渠、漢昌、宣漢三縣:144-145。东晋永和三年（347年）桓温平蜀后，复属东晋梁州宕渠郡:865。宁康元年（373年）为前秦所夺，太元八年（383年）东晋收复。义熙元年（405年）为谯蜀所占，义熙九年（413年）东晋收复。南朝宋元嘉十六年（439年），宕渠郡划益州，疑似改为南宕渠郡:994。宋末前郡县俱废:999。

## 名人
- 第五倫：京兆长陵人，东汉永平任宕渠令[20]
- 馮緄（？－167年）：巴郡宕渠人，东汉名将[21]

## 后续
南朝宋于北巴西郡安汉县（今南充市区）侨置南宕渠郡。南朝梁普通三年（522年）于今渠县附近置北宕渠郡；大同三年（537年）置渠州:1314；北周武成元年（559年）改北宕渠郡为流江郡，置流江县，为渠州、流江郡治。隋开皇三年废郡，由渠州辖流江县；大業三年（607年）改渠州为宕渠郡。唐武德元年（618年）将宕渠郡改回渠州，天宝元年（742年）渠州改为潾山郡，乾元元年（758年）复为渠州。五代十国、宋朝时流江县一直为渠州治，元朝至元二十六年（1289年）并入渠州。明洪武九年（1376年）降渠州为渠县，隶广安州。民国2年（1913年）废府置县后，渠县先后隶属东川道、第十行政督察区。中华人民共和国成立后，渠县属川东行署区大竹专区、四川省达县专区、达县地区、达川地区，1999年后属地级达州市。